# Puchar Polski w piłce nożnej (1964/1965)
Puchar Polski w piłce nożnej mężczyzn w sezonie 1964/1965 – 11. edycja rozgrywek, mających na celu wyłonienie zdobywcy Pucharu Polski, który uzyska tym samym prawo gry w Pucharze Zdobywców Pucharów w sezonie 1965/66. Zwycięzcą rozgrywek został Górnik Zabrze, dla którego był to pierwszy Puchar Polski w historii klubu. 
Mecz finałowy odbył się 2 czerwca 1965 na Stadionie Lechii w Zielonej Górze. 

## I runda
| Drużyna 1                 | Wynik   | Drużyna 2                 |
| ------------------------- | ------- | ------------------------- |
| Stal Kraśnik              | 2:2 pd. | Resovia                   |
| MKS Przasnysz             | 1:3 pd. | Puszcza Hajnówka          |
| Dąb Dębno                 | 4:4 pd. | Granit Świdwin            |
| Piast Cieszyn             | 4:2     | Unia Oświęcim             |
| Jurand Malbork            | 1:0     | Granica Kętrzyn           |
| Warmia Grajewo            | 3:2 pd. | Warszawianka              |
| Huragan Morąg             | 0:2     | Flota Gdynia              |
| Gwardia Koszalin          | 0:3     | Pogoń II Szczecin         |
| Kujawiak Włocławek        | 2:6     | Lech Poznań               |
| Warta Poznań              | 3:0     | Pałuczanka Żnin           |
| Karpaty Krosno            | 1:0     | Hetman Zamość             |
| Iskra Kielce              | 3:2     | Włókniarz Łódź            |
| Włókniarz Pabianice       | 5:0     | Granat Skarżysko-Kamienna |
| Karolina Jaworzyna Śląska | 0:6     | Czarni Żagań              |
| Carina Gubin              | 1:0     | BKS Bobrzanie Bolesławiec |
| GKS Głuchołazy            | 2:4     | ROW Rybnik                |
| Naprzód Lipiny            | 2:0     | Otmęt Krapkowice          |
| Wawel II Kraków           | 2:1     | Urania Ruda Śląska        |
| Unia Tarnów               | 5:2     | Warta Zawiercie           |
| KS 27 Orzegów             | 1:2     | Wawel Kraków              |

## II runda
| Drużyna 1           | Wynik   | Drużyna 2          |
| ------------------- | ------- | ------------------ |
| Puszcza Hajnówka    | 1:2     | Lublinianka Lublin |
| Jurand Malbork      | 1:4     | Polonia Bydgoszcz  |
| Warmia Grajewo      | 2:3     | Warmia Olsztyn     |
| Pogoń II Szczecin   | 1:0     | Warta Poznań       |
| Granit Świdwin      | 3:2     | Arka Gdynia        |
| Lech Poznań         | 3:0     | Lechia Gdańsk      |
| Resovia             | 4:2     | Garbarnia Kraków   |
| Iskra Kielce        | 0:3     | Cracovia           |
| Włókniarz Pabianice | 1:4     | Raków Częstochowa  |
| Czarni Żagań        | 1:1 pd. | Start Łódź         |
| Carina Gubin        | 1:2     | Górnik Wałbrzych   |
| ROW Rybnik          | 2:0     | Victoria Jaworzno  |
| Naprzód Lipiny      | 4:0     | Zagłębie Wałbrzych |
| Unia Tarnów         | 1:0     | Stal Mielec        |
| Piast Cieszyn       | 1:0     | Wawel II Kraków    |
| Wawel Kraków        | 3:1     | GKS Katowice       |
| Flota Gdynia        | 2:2     | Arkonia Szczecin   |
| Karpaty Krosno      | 2:2 pd. | Wisła Kraków       |

## 1/16 finału
Do rywalizacji dołączyły zespoły z I ligi.
| Drużyna 1          | Wynik   | Drużyna 2          |
| ------------------ | ------- | ------------------ |
| Naprzód Lipiny     | 2:0     | Cracovia           |
| Unia Tarnów        | 0:3     | Zagłębie Sosnowiec |
| Górnik Wałbrzych   | 2:5     | Unia Racibórz      |
| Granit Świdwin     | 1:4     | Pogoń Szczecin     |
| ROW Rybnik         | 1:1 pd. | Odra Opole         |
| Lublinianka Lublin | 1:3 pd. | Górnik Zabrze      |
| Pogoń II Szczecin  | 2:3     | ŁKS Łódź           |
| Polonia Bydgoszcz  | 1:4     | Gwardia Warszawa   |
| Piast Cieszyn      | 1:4     | Wisła Kraków       |
| Wawel Kraków       | 0:0 pd. | Stal Rzeszów       |
| Czarni Żagań       | 2:1     | Polonia Bytom      |
| Arkonia Szczecin   | 0:1     | Śląsk Wrocław      |
| Resovia            | 1:3 pd. | Szombierki Bytom   |
| Warmia Olsztyn     | 2:1     | Zawisza Bydgoszcz  |
| Lech Poznań        | 2:4     | Legia Warszawa     |
| Raków Częstochowa  | 1:2     | Ruch Chorzów       |

## 1/8 finału
| Drużyna 1      | Wynik   | Drużyna 2          |
| -------------- | ------- | ------------------ |
| Naprzód Lipiny | 2:3     | Wisła Kraków       |
| Unia Racibórz  | 1:2     | Gwardia Warszawa   |
| ŁKS Łódź       | 3:1     | Szombierki Bytom   |
| ROW Rybnik     | 1:3     | Górnik Zabrze      |
| Czarni Żagań   | 2:1     | Pogoń Szczecin     |
| Wawel Kraków   | 1:1 pd. | Zagłębie Sosnowiec |
| Śląsk Wrocław  | 2:1     | Ruch Chorzów       |
| Legia Warszawa | 4:1     | Warmia Olsztyn     |

## Ćwierćfinały
| Drużyna 1        | Wynik   | Drużyna 2      |
| ---------------- | ------- | -------------- |
| Wawel Kraków     | 0:2     | ŁKS Łódź       |
| Śląsk Wrocław    | 1:3     | Górnik Zabrze  |
| Gwardia Warszawa | 0:0 pd. | Legia Warszawa |
| Czarni Żagań     | 1:1 pd. | Wisła Kraków   |

## Półfinały
| Drużyna 1      | Wynik   | Drużyna 2     |
| -------------- | ------- | ------------- |
| Legia Warszawa | 1:2 pd. | Górnik Zabrze |
| Czarni Żagań   | 1:1 pd. | ŁKS Łódź      |

## Finał
Spotkanie finałowe odbyło się 2 czerwca 1965 na Stadionie Lechii w Zielonej Górze. Frekwencja na stadionie wyniosła 20 000 widzów. Mecz sędziował Edward Budaj z Warszawy. Mecz zakończył się zwycięstwem Górnika 4:0. Bramki dla Górnika strzelili Ernest Pohl w 19. minucie z rzutu karnego i w 25. oraz 34. minucie. Bramkę w tym meczu zdobył także Jerzy Musiałek w 62. minucie. 
| 2 czerwca 1965 | Górnik Zabrze · Pohl 19' (k), 25', 34' · Musiałek 62' | 4:03:0Raport | Czarni Żagań | Stadion Lechii, Zielona Góra Widzów: 20 000 Sędzia: Edward Budaj (Warszawa) |
|                |                                                       |              |              |                                                                             |

| GÓRNIK ZABRZE  |  |                     |
|                |  |                     |
| BR             |  | Hubert Kostka       |
| OB             |  | Waldemar Słomiany   |
| OB             |  | Stanisław Oślizło   |
| OB             |  | Stefan Florenski    |
| OB             |  | Edward Olszówka     |
| PO             |  | Jerzy Musiałek      |
| PO             |  | Zygfryd Szołtysik   |
| PO             |  | Jan Gerard Kowalski |
| NA             |  | Erwin Wilczek       |
| NA             |  | Ernest Pohl         |
| NA             |  | Roman Lentner       |
| Trener:        |  |                     |
| Ferenc Farsang |  |                     |

| CZARNI ŻAGAŃ |  |                   |  |         |
|              |  |                   |  |         |
|              |  |                   |  |         |
| BR           |  | Piotr Pozor       |  |         |
| OB           |  | Piotr Kiszka      |  |         |
| OB           |  | Andrzej Barczyk   |  |         |
| OB           |  | Lech Zeuschner    |  |         |
| OB           |  | Bogdan Charbicki  |  |         |
| PO           |  | Piotr Migdoł      |  |         |
| PO           |  | Zbigniew Lipiec   |  |         |
| PO           |  | Manfred Koprek    |  |         |
| NA           |  | Edward Kuczko     |  |         |
| NA           |  | Zygmunt Klencz    |  |         |
| NA           |  | Wiesław Rutkowski |  | Zejście |
| Rezerwowi:   |  |                   |  |         |
| NA           |  | Tadeusz Kalotka   |  | Wejście |
| Trener:      |  |                   |  |         |
| Jan Dixa     |  |                   |  |         |

| Puchar Polski (1964/65)      |
| ---------------------------- |
| Górnik Zabrze Pierwszy Tytuł |